# محمد كريم الكواز
محمد كريم موسى الكواز (مواليد 1951 -) هو كاتب وباحث عراقي متخصص في فلسفة اللغة العربية وآدابها. وُلد في بغداد، وعمل مدرساً في معاهد إعداد المعلمين، وحصل بعد ذلك على درجة البكالوريوس في اللغة العربية من كلية الآداب في جامعة بغداد عام 1975م، ثم الماجستير من نفس الجامعة عام 1980م، ودرجة الدكتوراه في العام 1990م عن أطروحته بعنوان "الأسلوب في الإعجاز البلاغي في القرآن الكريم". يركز محمد الكواز في أبحاثه وكتاباته على الأساطير والميثولوجيات العربية والإسلامية، بالإضافة إلى الإعجاز البلاغي في القرآن الكريم.

## المسيرة المهنية
- أستاذ مساعد في جامعة السابع من أبريل في ليبيا، سنة 1996
- أستاذ مشارك في الجامعة الأسمرية للعلوم الإسلامية في ليبيا، سنة 2002
- أستاذ في الجامعة الأسمرية للعلوم الإسلامية في ليبيا، سنة 2007

## أعمال بارزة
1. أسلوب التعقيب في القرٱن الكريم
2. أحاديث في السور القرآنية
3. الأسلوب في الإعجاز البلاغي للقران الكريم
4. البلاغة والنقد : المصطلح والنشأة والتجديد
5. الفصاحة في العربية : المفاهيم والأصول
6. الملك والأسد في النقد الثقافي
7. أبحاث في بلاغة القرآن الكريم
8. كلام الله : الجانب الشفاهي من الظاهرة القرآنية
9. مملكة الباري : السرد في قصص الأنبياء
10. من أساطير الأولين إلى قصص الأنبياء
11. الأدب العربي: دراسة في ضوء نظرية الأجناس
12. التمثيل القرآني للغيب: ثقافة الوحي وتأسيس المتخيل
13. الجواهري: شعرية المفارقة وهاوية الشاعر
14. الحفر في الذات: مقاطع من أسطورة آدم
15. العراقي الذي غلب إبليس: سليمان والنبطي : دراسة في التاريخ الثقافي
16. المبتدأ لوهب بن منبه من كتب الحقبة التأسيسية الإسلامية
17. المتخيل المقدس: المفهوم والتمثيل والمؤسسة
18. النبي ودجال: السرد التاريخي والموقف الأيديولوجي
19. تخوم الغيب في حديث السنة والجماعة: المؤسسة الدينية وتشكيل المتخيل
20. تقديس المتخيل: مدخل إلى دراسة ثقافية في الغيب الإسلامي
21. عجائب الملكوت للكسائي: المتخيل المقدس والأسطورة الإسلامية الكبرى: دراسة وتحقيق.